# Te Whiti
Te Whiti, autrefois au XIXe siècle dénommée Te Whiti o Tu, est une localité rurale de la région de Wairarapa, située dans l’Île du Nord de la Nouvelle-Zélande.

## Situation
Son statut a été l’objet de discussion et fut menacé au XXe siècle  car la Land Information New Zealand ne reconnaissait Te Whiti seulement que comme une simple propriété .

## Toponymie
Son nom ancien signifie "l’endroit où l’on franchit" en langue Māori, reflétant sa location près d’un gué permettant le franchissement naturel du fleuve Ruamahanga, qui court au nord puis à l’ouest de la localité et rencontre à cet endroit la rivière Tauweru qui s’écoule à travers la partie sud de la ville de Te Whiti .
En relation avec les centres majeurs du secteur de Wairarapa, Te Whiti est positionné au sud de la ville de Masterton et à l’est de celle de Carterton, alors que les communautés à proximité comprennent Te Whanga vers l’est et Gladstone et Longbush vers le sud. La chaîne de Maungaraki range siège aussi à proximité.

## Histoire
Te Whiti est l’une des plus anciennes localisations de colonisation dans la région de Wairarapa, qui fut établie avant la ville de Masterton par Hugh McKenzie dès le début des années 1850.

## Éducation
Une école primaire était localisée dans le village de Te Whiti jusqu’à ce qu’elle soit fermée en 1968 et que les élèves soient envoyés à la ville de Gladstone.
Le bâtiment de l’école persistait pour les besoins des groupes de la communauté jusqu’en 2000 .